# Wilmington (Delaware)
Willmington és la ciutat més gran de l'estat de Delaware. És a la confluència del riu Christina i el rierol de Brandywine amb el riu Delaware. És la capital del comtat de New Castle i un dels cons urbans més extensos de l'àrea metropolitana de la vall del riu Delaware. Fou fundada pel propietari Thomas Penn per al seu amic, Spencer Compton, comte de Wilmington, que fou el Primer Ministre durant el regnat del rei Jordi II de Gran Bretanya.

## Història
L'àrea de l'actual Wilmington fou colonitzadoa per immigrants suecs i finesos, vers el 1634, que van establir la Nova Suècia. El 1655 van arribar els neerlandesos i es quedaren amb la colònia dels anteriors.
Posteriorment, el 1664, s'iniciaria la colonització anglesa, i la ciutat es regiria per les lleis britàniques. El 1739 el rei Jordi II d'Anglaterra va garantir l'estatut municipal i va establir el nom de Wilmington per la ciutat, en honor de Thomas Willing, el primer promotor del lloc, que va establir una quadrícula similar a la del barri nord de Filadèlfia.
El màxim creixement de la ciutat succeí durant la Guerra Civil dels Estats Units. Delaware, en aquesta, era oficialment un estat de la Unió, però fou dividit entre Confederats i Unionistes. El nord de l'estat anava a favor de la Unió.
L'enfrontament bèl·lic va provocar una gran demanda de béns i materials, cosa que va causar l'expansió de les ciutats i les indústries. Wilmington va començar a fabricar vaixells, cotxes, pólvora, calçats, carpes, uniformes, mantes ia altres productes manufacturats per a l'exèrcit. El 1868, la ciutat estava produint més pots de ferro que la resta dels Estats Units en el seu conjunt i esdevingué la primera productora de pólvora dels Estats Units, i la segona en producció de carros i cuir.
Aquesta prosperitat durant la guerra civil, va provocar el creixement de la ciutat cap a l'oest, en barris residencials amb grans mansions. Això fou impulsat també per l'aparició del primer tramvia, que s'hi va instal·lar el 1864. A les darreries del segle xix es van crear les primeres zones verdes i parcs naturals a la ciutat, impulsades per William Bancroft. El 1860 hi havia 21.250 habitants i el 1920 ja n'hi havia 110.168.
Les dues Guerres mundials també van estimular el seu creixement industrial, sobretot en els sectors de les drassanes, fundicions d'acer, maquinària i química. També es produïen béns com automòbils i manufactures de cuir i tèxtils. Durant la postguerra, es tornà a expandir la ciutat. A la dècada de 1950 van créixer molt els suburbis del nord, que es van unificar.
L'urbanisme es va fer amb àmplies avingudes. També es van construir carreteres, ponts i l'autovia interestatal 95, que unificava les poblacions de la zona. A mitjans del segle xix es feren nous projectes urbanístics, al centre i a l'est de la ciutat. Però hi va haver emigració humana degut als disturbis i al malestar civil que va succeir el 1968, després de l'assassinat de Martin Luther King i també a aquestes noves vies de comunicació.
Durant els conflictes del 1968, el governador Charles Terry Jr, va desplegar a la guàrdia nacional a la ciutat (tot i les protestes de l'alcalde), a on les va mantenir fins al gener del 1969. A les acaballes del segle xx, es va aconseguir frenar l'emigració, mantenint una població d'uns 70.000 habitants.

## Geografia
Wilmington està localitzada a 39° 44′ 6″ N i 75° 33′ 6″ O. Segons l'Oficina del Cens dels Estats Units, té una superfície de 44,1 km², dels quals 28,1 km² són terra i 16 km² són aigua. La ciutat només està a 25 milles al sud-est de Filadèlfia, Pennsilvània. Té ferrocarril que la uneix amb aquesta ciutat. Està a l'encreuament de la Interestatal 295 i també és travessada per la Interestatal 95. Això fa de la ciutat una ciutat dormitori. Tot i això, la seva història com a ciutat més important de Delaware, el seu significant centre urbà i el seu valor independent com a destí empresarial, fan que se la consideri un petit centre poblacional de l'àrea metropolitana de Filadèlfia, coneguda com a vall Delaware.

## Universitats
- Delaware College of Art & Design
- Delaware Technical & Community College
- Drexel University - Campus de Wilmington
- Springfield College - Campus de Wilmington
- University of Delaware - Campus de Wilmington
- Widener University - Campus de Wilmington, Widener University School of Law i Col·legi universitari.
- Wilmington University
- Delaware State University - Campus de Wilmington
- Goldey-Beacom College

## Personatges il·lustres
- Elisabeth Shue, actriu
- Isaac Lea (1792-1886), conquiliòleg
- Daniel Nathans (1928), microbiòleg, Premi Nobel de Medicina o Fisiologia de l'an 1978.